# Александер Барта
Александер Барта (нім. Alexander Barta; нар. 2 лютого 1983, Східний Берлін) — німецький хокеїст, що грав на позиції центрального нападника. Грав за збірну команду Німеччини.

## Ігрова кар'єра
Вихованець столичного клубу «Айсберен Берлін» Александер пройшов шлях від юнацької до дорослої команди. Між 2001 і 2005 роками він чотири сезони відіграв за «Айсберен Берлін» у Німецькій хокейній лізі (частину сезону 2001–02 виступав за команду Другої Бундесліги «Бад-Наугайм»). Влітку 2005 року Барта перейшов до клубу «Гамбург Фрізерс» за який відіграв шість сезонів. У 2005, 2006 та 2007 роках обирався на матчі всіх зірок ДХЛ.
17 червня 2011 року Барта підписав однорічний контракт з шведським клубом «Мальме Редгокс».
Сезон 2012–13 німець провів у складі іншого шведського клубу «Регле» після чого повернувся до Німеччини, де 6 травня 2013 року підписав дворічний контракт з клубом «Мюнхен».
6 травня 2015 року Александер підписав однорічну угоду з командою «ЕРК Інгольштадт». Після завершення сезону 2015-16 німець уклав трирічну угоду з клубом «Дюссельдорф ЕГ».
Наприкінці сезону 2022–23 Александер  оголосив про завершення кар’єри в професійному хокеї.
Був гравцем молодіжної збірної Німеччини, у складі якої брав участь у 6 іграх. Виступав за національну збірну Німеччини, на головних турнірах світового хокею провів 64 гри в її складі.

## Нагороди та досягнення
- Чемпіон Німеччини в складі «Айсберен Берлін» — 2005.
- Учасник матчу всіх зірок ДХЛ — 2006, 2007, 2008.

## Статистика

### Клубні виступи
| Сезон        | Клуб                    | Ліга         | Регулярний сезон | Регулярний сезон | Регулярний сезон | Регулярний сезон | Регулярний сезон | Плей-оф | Плей-оф | Плей-оф | Плей-оф | Плей-оф |
| Сезон        | Клуб                    | Ліга         | І                | Г                | П                | О                | ШХ               | І       | Г       | П       | О       | ШХ      |
| ------------ | ----------------------- | ------------ | ---------------- | ---------------- | ---------------- | ---------------- | ---------------- | ------- | ------- | ------- | ------- | ------- |
| 1999–2000    | «Айсберен Юніор Берлін» | DEU U18      |                  |                  |                  |                  |                  |         |         |         |         |         |
| 2000–01      | «Айсберен Юніор Берлін» | Оберліга     | 37               | 9                | 5                | 14               | 16               | —       | —       | —       | —       | —       |
| 2000–01      | «Айсберен Юніор Берлін» | DEU U18      | 19               | 22               | 11               | 33               | 30               | —       | —       | —       | —       | —       |
| 2001–02      | «Айсберен Юніор Берлін» | Баварія      | 22               | 21               | 27               | 48               | 20               | —       | —       | —       | —       | —       |
| 2001–02      | «Айсберен Берлін»       | ДХЛ          | 13               | 0                | 0                | 0                | 0                | —       | —       | —       | —       | —       |
| 2001–02      | «Бад-Наугайм»           | 2 Бундесліга | 10               | 0                | 0                | 0                | 0                | —       | —       | —       | —       | —       |
| 2002–03      | «Айсберен Берлін»       | ДХЛ          | 43               | 3                | 7                | 10               | 6                | 9       | 0       | 0       | 0       | 2       |
| 2003–04      | «Айсберен Берлін»       | ДХЛ          | 52               | 10               | 12               | 22               | 59               | 11      | 2       | 2       | 4       | 20      |
| 2004–05      | «Айсберен Берлін»       | ДХЛ          | 52               | 9                | 7                | 16               | 36               | 11      | 2       | 1       | 3       | 8       |
| 2005–06      | «Гамбург Фрізерс»       | ДХЛ          | 50               | 10               | 18               | 28               | 40               | 6       | 3       | 3       | 6       | 4       |
| 2006–07      | «Гамбург Фрізерс»       | ДХЛ          | 52               | 17               | 28               | 45               | 44               | 7       | 1       | 3       | 4       | 2       |
| 2007–08      | «Гамбург Фрізерс»       | ДХЛ          | 55               | 18               | 21               | 39               | 24               | 7       | 2       | 1       | 3       | 2       |
| 2008–09      | «Гамбург Фрізерс»       | ДХЛ          | 16               | 7                | 17               | 24               | 6                | 9       | 2       | 2       | 4       | 2       |
| 2009–10      | «Гамбург Фрізерс»       | ДХЛ          | 43               | 9                | 22               | 31               | 36               | —       | —       | —       | —       | —       |
| 2010–11      | «Гамбург Фрізерс»       | ДХЛ          | 43               | 8                | 16               | 24               | 24               | —       | —       | —       | —       | —       |
| 2011–12      | «Мальме Редгокс»        | Аллсв.       | 52               | 11               | 13               | 24               | 14               | 6       | 1       | 1       | 2       | 4       |
| 2012–13      | «Регле»                 | ШХЛ          | 55               | 11               | 17               | 28               | 41               | —       | —       | —       | —       | —       |
| 2013–14      | «Мюнхен»                | ДХЛ          | 51               | 18               | 31               | 49               | 12               | 3       | 1       | 1       | 2       | 0       |
| 2014–15      | «Мюнхен»                | ДХЛ          | 52               | 13               | 16               | 29               | 22               | 4       | 0       | 0       | 0       | 2       |
| 2015–16      | «ЕРК Інгольштадт»       | ДХЛ          | 52               | 11               | 17               | 28               | 30               | 2       | 0       | 2       | 2       | 0       |
| 2016–17      | «Дюссельдорф ЕГ»        | ДХЛ          | 44               | 7                | 5                | 12               | 18               | —       | —       | —       | —       | —       |
| 2017–18      | «Дюссельдорф ЕГ»        | ДХЛ          | 52               | 25               | 15               | 40               | 22               | —       | —       | —       | —       | —       |
| 2018–19      | «Дюссельдорф ЕГ»        | ДХЛ          | 49               | 15               | 31               | 46               | 26               | 7       | 3       | 7       | 10      | 6       |
| 2019–20      | «Дюссельдорф ЕГ»        | ДХЛ          | 51               | 9                | 25               | 34               | 20               | —       | —       | —       | —       | —       |
| 2020–21      | «Дюссельдорф ЕГ»        | ДХЛ          | 38               | 12               | 17               | 29               | 10               | —       | —       | —       | —       | —       |
| 2021–22      | «Дюссельдорф ЕГ»        | ДХЛ          | 56               | 11               | 23               | 34               | 22               | 7       | 4       | 0       | 4       | 8       |
| 2022–23      | «Дюссельдорф ЕГ»        | ДХЛ          | 56               | 5                | 9                | 14               | 24               | 7       | 4       | 5       | 9       | 0       |
| Усього в ДХЛ | Усього в ДХЛ            | Усього в ДХЛ | 920              | 217              | 337              | 554              | 481              | 90      | 24      | 27      | 51      | 56      |

### Збірна
| Рік                | Команда            | Турнір             | І  | Г  | П | О  | ШХ |
| ------------------ | ------------------ | ------------------ | -- | -- | - | -- | -- |
| 2000               | ФРН                | U17                |    | 0  | 4 | 4  |    |
| 2003               | ФРН                | МЧС                | 6  | 0  | 1 | 1  | 4  |
| 2005               | ФРН                | ЧС                 | 6  | 1  | 1 | 2  | 2  |
| 2006               | ФРН                | ОІ                 | 5  | 0  | 0 | 0  | 4  |
| 2006               | ФРН                | ЧС D1              | 5  | 3  | 0 | 3  | 4  |
| 2007               | ФРН                | ЧС                 | 6  | 2  | 0 | 2  | 4  |
| 2009               | ФРН                | Квал. ОІ           | 3  | 0  | 2 | 2  | 0  |
| 2009               | ФРН                | ЧС                 | 6  | 0  | 0 | 0  | 0  |
| 2010               | ФРН                | ЧС                 | 9  | 3  | 1 | 4  | 0  |
| 2011               | ФРН                | ЧС                 | 7  | 2  | 1 | 3  | 0  |
| 2012               | ФРН                | ЧС                 | 7  | 0  | 0 | 0  | 0  |
| 2013               | ФРН                | Квал. ОІ           | 3  | 2  | 4 | 6  | 0  |
| 2014               | ФРН                | ЧС                 | 7  | 1  | 0 | 1  | 2  |
| Молодіжна збірна   | Молодіжна збірна   | Молодіжна збірна   | 6  | 0  | 1 | 1  | 4  |
| Національна збірна | Національна збірна | Національна збірна | 64 | 14 | 9 | 23 | 18 |